# Saved My Life (песня Сии)
Saved My Life (с англ. — «Спас мою жизнь») — песня австралийской исполнительницы Сии. Релиз трека состоялся 2 мая 2020 года в рамках онлайн-проекта Is No Joke Live Comedy Fest, который организовала компания «AmeriCares» в период пандемии COVID-19. Все собранные средства от песни ушли в пользу компаний «AmeriCares» и «CORE Response». Песня попала в финальный трек-лист будущего альбома-саундтрека Music: Songs from and Inspired by the Motion Picture, релиз которого намечен на 12 февраля 2021 года.
В интервью Зака Санга Сия рассказала, что трек был написан в соавторстве с певицей Дуа Липа.

## Композиция
Автор: Сия Фёрлер, в составе с Грегом Кёрстином и британской исполнительницей Дуа Липа. Инструментал песни состоит из фортепиано, клавишных, баса, ударных и гитары, на которой играл сам Грег Кёрстин. Продолжительность трека составляет 3:55 минут.

## Команда работавшая над материалом
- Сия Фёрлер — автор / вокал
- Дуа Липа — соавтор
- Грег Кёрстин — соавтор / продюсер / бас / ударные / гитара / клавишные / фортепиано / программирование / инженеринг / микширование / мастеринг
- Джулиан Бёрг — инженеринг
- Крис Геринджер — мастеринг

## Чарты
| Чарт (2020)                     | Высшая позиция |
| ------------------------------- | -------------- |
| Швейцария (Schweizer Hitparade) | 79             |